# Episodi de L'ispettore Barnaby (sesta stagione)
La sesta stagione del telefilm L'ispettore Barnaby è andata in onda nel Regno Unito dal 3 gennaio al 31 gennaio 2003 sul network ITV e in Italia a maggio 2019 sul canale Giallo canale in chiaro n. 38.
| nº | Titolo originale      | Titolo italiano       | Prima TV UK     | Prima TV Italia |
| -- | --------------------- | --------------------- | --------------- | --------------- |
| 1  | A Talent for Life     | Talento per la vita   | 3 gennaio 2003  |                 |
| 2  | Death and Dreams      | Incubi di morte       | 10 gennaio 2003 |                 |
| 3  | Painted in Blood      | Dipinto con il sangue | 17 gennaio 2003 | 5 maggio 2019   |
| 4  | A Tale of Two Hamlets | Antichi rancori       | 24 gennaio 2003 | 4 novembre 2019 |
| 5  | Birds of Prey         | Uccelli da preda      | 31 gennaio 2003 |                 |